# Anterior

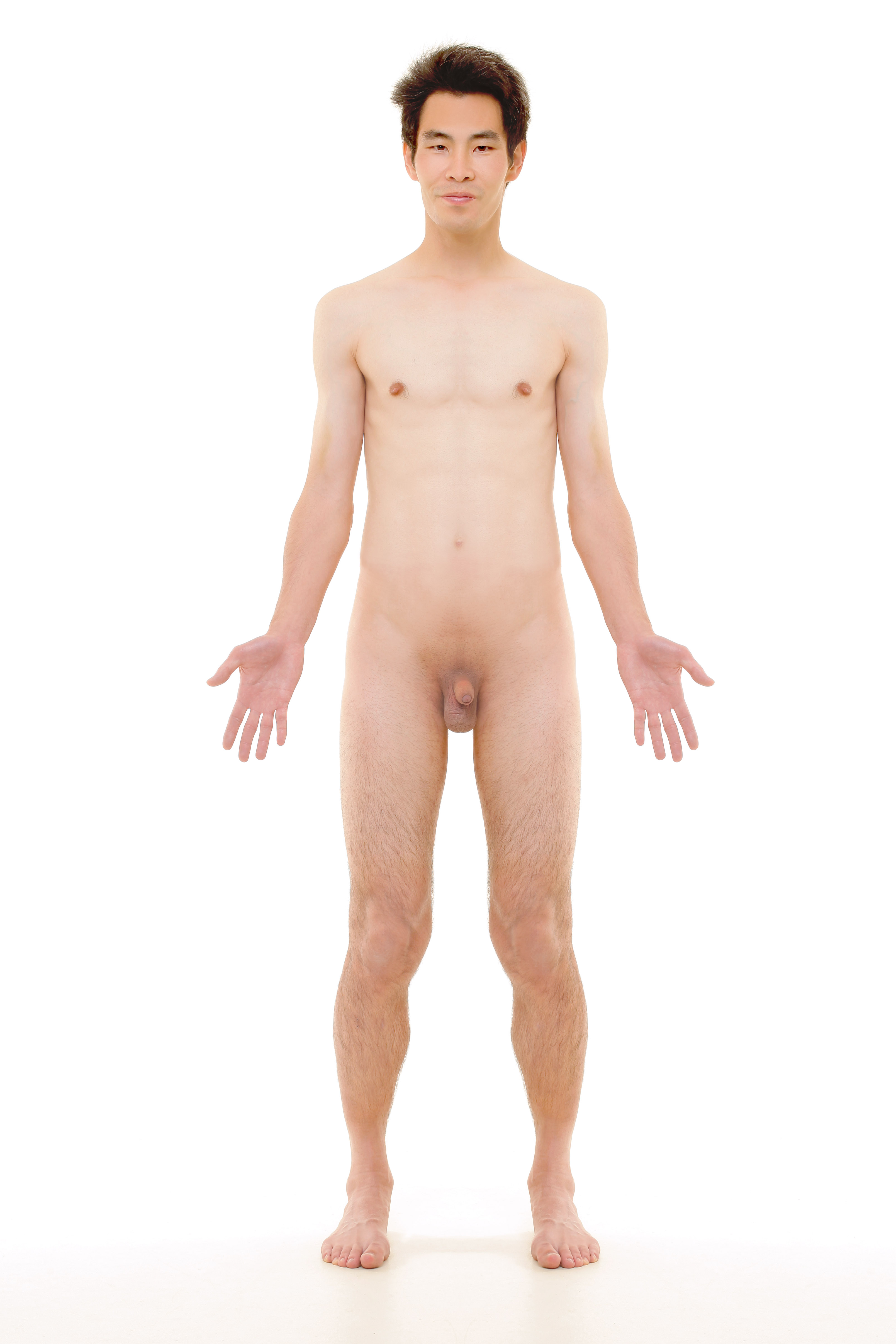
Vista anterior de um homem

Em anatomia, anterior é um dos adjetivos frequentemente utilizados para referenciar um ponto do corpo dos seres vivos. Significa que uma determinada zona do corpo está mais próxima do observador, em relação a uma linha imaginária que divide o corpo entre a metade mais próxima e a metade mais distante do observador (plano coronal), do que uma outra zona, que é chamada de "posterior".
Nesta perspetiva, imaginamos o observador frente a frente ao objeto. Por exemplo: num ser humano, a barriga (ventre) e o peito são a parte anterior do tronco, enquanto que as costas são a sua parte posterior. 
Em relação a outros animais, como um quadrúpede por exemplo, as patas mais próximas à cabeça são os membros anteriores. Num canguru, por exemplo, os membros anteriores são pouco desenvolvidos, se comparados com os posteriores - o que é uma característica dos animais cujo modo de locomoção é o salto: o mesmo acontece com as rãs e com os gafanhotos.